# 酒井酒造
酒井酒造株式會社的品牌「五橋」該酒名取自橫跨錦川上連綿的錦帶橋，至今330年前打造的錦帶橋，全長200米以樹木與石頭的建造。。

## 歷史
「五橋」於1871年(明治4年)創業。昭和22年春天，在使用硬水法釀酒的全盛時期，酒井酒造以軟水釀製法釀出的酒，榮獲全球新酒評鑑會第一名。
江戶時代長州藩支藩吉川氏治理岩国藩城下町十分繁榮。近代以錦川豐富的水源、纖維、造紙業促進工業化發展。平成8年柳井市伊陸村的地方農民們協力栽植酒米，並設置精米廠。以傳統釀造法結合近代高科技機器設備。。

## 外部連結
- 酒井酒造株式会社（日本） （页面存档备份，存于）（日語）
- 五橋 蔵の概要 （页面存档备份，存于）（日語）